# Zinssemantiek
In de zinssemantiek staat de opbouw van de betekenis van zinnen centraal. In ruimere zin beslaat deze echter de betekenis van complexe expressies. Dat wil zeggen: zinsdelen, zinnen en discourses (discourse: verscheidene zinnen, zinnen in hun context).
Ten grondslag aan de theorie van de zinssemantiek ligt het principe van de compositionaliteit van betekenis. Dat komt neer op het idee dat de betekenis van het geheel (de collocatie) de "som" der samenstellende delen is. Bijvoorbeeld: de betekenis van het zinsdeel drie mensen is te bepalen op grond van de (lexicale) betekenis van de woorden drie en mensen. De zinssemantiek houdt zich daarentegen niet of nauwelijks bezig met de lexicale betekenis van woorden (noch met die van de morfemen, de "atomen" waaruit woorden zijn opgebouwd), voor zover dit geen zogenaamde logische constanten betreft. Om dit enigszins te verduidelijken: in de zinssemantiek doet het er niet toe wat de betekenis van het woord mens is, ten opzichte van bijvoorbeeld man, vrouw of auto. Van belang is dat deze woorden van dezelfde syntactische klasse zijn en semantisch gezien van hetzelfde type. Dit volstaat (denkelijk) om de betekenis van samengestelde expressies te bestuderen waarin deze woorden voorkomen.
Het behoort tot het gebied van de woordsemantiek (of lexicale semantiek) om definities te geven voor concepten als mens, auto, etc. Binnen de zinssemantiek volstaat het om te weten dat er een beslisprocedure bestaat om te bepalen of een entiteit/zaak/ding al dan niet onder de noemer mens, vrouw, auto valt. Zelfs als blijkt dat de beslisprocedures die mensen hanteren niet vastomlijnd zijn.
Wel wordt, zoals eerder genoemd, aandacht besteed aan de betekenis van de zogenaamde logische constanten. Bijvoorbeeld en, of, als...dan, maar ook aan tellingen als drie, meer dan vijftig, precies twintig, of determinatoren als de, alle, sommige, geen. Het verschil met 'inhoudswoorden' - zoals mens - is dat toepassing van de beslisprocedure niet van situatie tot situatie verschilt (zie het begrip extensionele betekenis). Daarnaast is de definitie van logische constanten vastomlijnd (en denkelijk niet onderhandelbaar). De bestudering van de betekenis van logische constanten, draagt direct bij aan het inzicht in de betekenis van complexe expressies.

## Variaties
Het aandachtsgebied van de zinssemantiek omvat in hoofdzaak de volgende onderzoeksgebieden (eventueel in te delen naar het entiteit-domein, het gebeurtenis-domein, het discourse-domein, of de interactie tussen deze domeinen): 
- De semantiek van kwantificerende expressies;
- De bestudering van pluraliteit (meervoud), waaronder het gedrag van kwantificerende expressies onderling: bijvoorbeeld distributiviteit en cumulativiteit;
- De bestudering van kwantificerende expressies met betrekking tot stofnamen (mass nouns);
- De betekenis van gebeurtenissen, tijd en aspect (times, events, aspect);
- De bestudering van (semantische) verwijzingen: anaforen en hun bindingseigenschappen. Zowel voor het entiteit-domein als het gebeurtenis-domein;
- Onderzoek naar de informatiestructuur van zinnen en discourses, waaronder de bestudering van context, presuppositie en (informatie)focus;
- De interactie tussen het domein van de zelfstandig naamwoorden en het domein van de werkwoorden, ofwel de interactie tussen kwantificerende expressies en tijd/aspect. Bijvoorbeeld: in hoeverre wordt de semantische klasse van een gebeurtenis bepaald door het soort kwantificerende expressie dat gebruikt wordt in de zin? Of: hoe verhouden de verwijzingen van tijd en de verwijzingen naar 'discourse-referenten' zich onderling? (Discourse referent: een ding/zaak dat ter sprake komt in een discourse.);
- De interactie tussen het zinsdomein en het discourse-domein. Bijvoorbeeld: in hoeverre is de stap-voor-stapinterpretatie die mensen toepassen bij het interpreteren van discourses van toepassing op de interpretatie van zinnen?;
- De interactie tussen het discourse-domein en het gebeurtenis-domein. Bijvoorbeeld: welke restricties gelden er voor bepaalde anaforen, afhankelijk van de semantische klasse van de gebeurtenissen die voorkomen in de discourse?;
- De betekenis van "(on)bepaaldheid": wanneer noemen we een expressie bepaald of onbepaald en welke gevolgen heeft dit voor de interpretatie van discourses, de informatiestructuur en anaforische verwijzingen?

Het aandachtsgebied hierboven is met name 'functioneel' gekarakteriseerd. Dat wil zeggen: in termen van de verschijnselen die beschreven, onderzocht en verklaard worden. Voor elk van genoemde gebieden bestaan er theorieën en modellen die op hun beurt aanleiding geven tot onderzoek.